# Bomolocha chicagonis
Bomolocha chicagonis là một loài bướm đêm trong họ Noctuidae.